# イシワタケイタ
イシワタ ケイタ（1983年1月16日 - ）は日本のシンガーソングライター。千葉県木更津市出身。

## 略歴
- 2007年、猫目映画監修、井手らっきょ主演映画「いちおくまんえん」主題歌に起用される。
- 2009年、結婚情報雑誌「ゼクシィ」のテレビCM曲の制作に携わる。
- 2012年、沖縄県限定テレビCM曲、テレビ番組曲に起用される。
- 2014年9月CD「いつもの笑顔」リリース。福島県南相馬復興ライブ「騎馬武者ロックフェス」出演。
- 2015年9月 5枚目のアルバム&DVD「ヒーロー」が全国発売。
- 2016年4月「加藤清正を大河ドラマに！」活動曲「せいしょこさんのトラトラ体操」作曲、歌担当。
- 2016年2月 東京新聞、中日新聞、中部新聞、神戸新聞で活動が取り上げられる[1]。